# Menzel Bourguiba (délégation)
Menzel Bourguiba est une délégation tunisienne dépendant du gouvernorat de Bizerte.
En 2004, elle compte 54 804 habitants dont 27 457 hommes et 27 347 femmes répartis dans 12 998 ménages et 14 142 logements.